# Liste der Kulturdenkmale in Achtrup
In der Liste der Kulturdenkmale in Achtrup sind alle Kulturdenkmale der schleswig-holsteinischen Gemeinde Achtrup (Kreis Nordfriesland) und ihrer Ortsteile aufgelistet (Stand: 10. März 2025).

## Legende
In den Spalten befinden sich folgende Informationen:
- Objekt-ID: die Nummer des Kulturdenkmales
- Lage: die Adresse des Kulturdenkmales und die geographischen Koordinaten. Kartenansicht, um Koordinaten zu setzen. In der Kartenansicht sind Kulturdenkmale ohne Koordinaten mit einem roten Marker dargestellt und können in der Karte gesetzt werden. Kulturdenkmale ohne Bild sind mit einem blauen Marker gekennzeichnet, Kulturdenkmale mit Bild mit einem grünen Marker.
- Offizielle Bezeichnung: Bezeichnung des Kulturdenkmales
- Beschreibung: die Beschreibung des Kulturdenkmales
- Bild: ein Bild des Kulturdenkmales

## Sachgesamtheiten
| Objekt-ID      | Lage                                           | Offizielle Bezeichnung         | Beschreibung | Bild |
| -------------- | ---------------------------------------------- | ------------------------------ | --- | ---- |
| 43985 Wikidata | Karlumer Straße 8 (54° 47′ 28″ N, 9° 1′ 28″ O) | Hof Karlumer Straße 8, Achtrup | Geesthardenhaus; 1835; langgestreckter Ziegelbau mit reetgedecktem Halbwalmdach und Backengiebel, Wirtschaftsteil mit Lootor und Stalltür; ehem. Schmiede; 1923; Satteldachbau mit Zwerchhaus, großem Tor und kleinen Segmentbogenfenstern mit Eisengitter - Begründung: geschichtlich, städtebaulich - Schutzumfang: Geesthardenhaus, Schmiede | BW   |

## Bauliche Anlagen
| Objekt-ID     | Lage                                              | Offizielle Bezeichnung     | Beschreibung | Bild            |
| ------------- | ------------------------------------------------- | -------------------------- | --- | --------------- |
| 1347 Wikidata | Gutsallee 1 (54° 48′ 3″ N, 9° 5′ 10″ O)           | Gut Lütjenhorn: Herrenhaus | Eingeschossiger, im Jahr 1762 erbauter Backstein-Breitbau mit Rokoko-Tür. Das Gut wurde Mitte des 16. Jh. von der Familie von der Wisch gegründet. Alteintragung (Aktualisierung vorgesehen) - Begründung: Alteintragung (Aktualisierung vorgesehen) - Schutzumfang: Alteintragung (Aktualisierung vorgesehen) - Denkmaltyp: Bauliche Anlage                             | BW              |
| 5722 Wikidata | Karlumer Straße 8 (54° 47′ 28″ N, 9° 1′ 28″ O)    | Geesthardenhaus            | Geesthardenhaus; 1835; langgestreckter Ziegelbau mit reetgedecktem Halbwalmdach und Backengiebel, Wirtschaftsteil mit Lootor und Boostür - Begründung: geschichtlich, städtebaulich - Schutzumfang: gesamtes Objekt - Denkmaltyp: Bauliche Anlage, Sachgesamtheit: Hof Karlumer Straße 8, Achtrup                                                                        | BW              |
| 5724 Wikidata | Ladelunder Straße 11 (54° 47′ 33″ N, 9° 1′ 39″ O) | Wohnhaus                   | Wohnhaus; erstes Viertel 20. Jh.; eingeschossiger Backsteinbau unter ziegelgedecktem Fußwalmdach, Westfassade mit breiter stehender Gaube über ehem. Eingangsloggia, Fenster mit gestaffelten Stürzen - Begründung: geschichtlich, städtebaulich - Schutzumfang: gesamtes Objekt - Denkmaltyp: Bauliche Anlage                                                           | BW              |
| 368 Wikidata  | Lecker Straße 1/3 (54° 47′ 15″ N, 9° 1′ 7″ O)     | Windmühle „Jenny“          | Kellerholländer (1889) mit Segelflügeln u. Windrose, nicht windgängig, Einrichtung ausgebaut, Nutzung als Wohnung und Kinderheim. Erneuerung von Kappe und Flügeln in Planung. Alteintragung (Aktualisierung vorgesehen) - Begründung: Alteintragung (Aktualisierung vorgesehen) - Schutzumfang: Alteintragung (Aktualisierung vorgesehen) - Denkmaltyp: Bauliche Anlage | Fotos hochladen |
| 5723 Wikidata | Tweng 5 (54° 47′ 30″ N, 9° 1′ 33″ O)              | Geesthardenhaus            | Geesthardenhaus; um 1800/1914; eingeschossiger, langgestreckter, verputzter Backsteinbau unter reetgedecktem Schopfwalmdach, Zwerchhaus über dem Wohnteil, mittiges Lootor im Stallteil - Begründung: geschichtlich, städtebaulich, Kulturlandschaft prägend - Schutzumfang: gesamtes Objekt - Denkmaltyp: Bauliche Anlage                                               | BW              |

## Quelle
- Liste der Kulturdenkmale in Schleswig-Holstein – Kreis Nordfriesland (PDF)